# 스타플릿
스타플릿(영어: Starfleet)은 《스타 트렉 시리즈》에 등장하는 가공의 단체이다. 22세기 (2161년) 행성연방 설립 때 당시 지구 연합 조직이었던 스타플릿이 발전하여 행성 연방의 스타플릿으로 출범했다. 행성 연방의 우주 탐험, 외교, 국방을 담당하는 조직이다. 본부와 스타플릿 아카데미를 지구 샌프란시스코에 두고 있다.런던에서는 켈빈 기록보관소로 위장한 섹션31이 있다(이곳에서는 클링온등 적대세력에 대항할 무기개발 및 정보수집이 이루어진다)